# Acoustic … and More
Pour les articles homonymes, voir Acoustic.
Albums de Angra
Fireworks
(1998) Rebirth
(2001)
Acoustic … and More est un EP du groupe brésilien de heavy metal Angra.
Ce mini-album rassemble en réalité les trois morceaux du disque bonus Live Acoustic at Fnac offert en France avec l'album Holy Land et trois morceaux issus de l'EP Evil Warning, ainsi qu'une version écourtée de la reprise de Kate Bush, "Wuthering Heights".

## Liste des morceaux
1. "Angels Cry" (Live Acoustic at Fnac) – 9:53
2. "Chega de Saudade" (Live Acoustic at Fnac) – 2:54
3. "Never Understand" (Live Acoustic at Fnac) – 6:25
4. "Evil Warning" (version de 1994) – 6:40
5. "Angels Cry" (version de 1994) – 6:48
6. "Carry On" (version de 1994) – 5:09
7. "Wuthering Heights" (radio edit) – 3:33

## Formation
- Andre Matos (chant)
- Kiko Loureiro (guitare)
- Rafael Bittencourt (guitare)
- Luis Mariutti (basse)
- Ricardo Confessori (batterie)